# 水手服殭屍
《水手服殭屍》是一齣從2014年4月19日起每星期六凌晨（星期五深夜）於東京電視台播放的日本電視劇，由日本女子偶像組合AKB48的成員大和田南那、川榮李奈和高橋朱里主演。
電視劇故事情節改編而成的漫畫於同年4月1日起在《月刊Hero's》連載，另外日本著名遊戲廠商BANDAI亦推出了以《水手服殭屍》為主題的街機遊戲。

## 劇情概要
在世界突然被大量殭屍支配後二個月，得以倖存、志願當上偶像的乾舞子（大和田南那 飾）在逃命途中遭遇殭屍襲擊，幸好得到另一名女高中生——小山田睦美（高橋朱里 飾）相救，繼而轉入尚未被殭屍佔領的藤美女子高中就讀。藤美女子高中內還有秋月百花（川榮李奈 飾）等女學生就讀。在藤美女子高中生活期間，眾人遇上各式各樣的殭屍，並發現電台播放的一首神秘歌曲可以令殭屍暫時不再襲擊人類，並開始跳起舞來。與此同時，學校內的學生一個接一個失蹤，眾人始懷疑校舍內藏有殭屍。

## 製作
《水手服殭屍》由曾經執導《猶瑟與虎魚們》、《傀儡之城》等多部電影的犬童一心擔任總導演，同時他亦參與了該劇的編劇和企劃工作，另外渡部亮平也是該劇的導演和編劇。犬童和渡部兩人曾跟日本女子組合AKB48合作製作科幻連續劇《ADS77》，並收錄於AKB48第32張單曲《戀愛的幸運餅乾》內。這次兩人再度合作拍攝深夜電視劇，亦起用了AKB48中多名年輕成員。
該劇起用了三名AKB48成員飾演主要角色，包括消息公布時仍是研究生的大和田南那，以及Team A的川榮李奈和高橋朱里。其中川榮和高橋都曾參演《馬路須加學園3》等電視劇，但並非劇中的主角，而資歷尚淺的大和田南那更是初次出演電視劇。被稱為「AKB48次世代」的三名成員都是初次主演電視劇。
除了大和田、川榮和高橋外，還有其他AKB48成員參演該劇，包括在劇中組成特別組合「牛奶行星」（ミルクプラネット）的AKB48成員渡邊麻友、橫山由依和岩田華怜，「牛奶行星」在戲中做為主角乾舞子十分喜歡的偶像組合，並於舞子的幻想情節中登場，而本劇的主題曲《水手服殭屍》亦由牛奶行星所演唱，歌曲MV不但被收入於2014年10月3日所發行的本劇DVD特典中外，也被收錄於2014年8月27日發行的AKB48第37張單曲《心之告示牌》的Type-D版本之中，作為B面曲。

## 跨媒體
除電視劇以外，《水手服殭屍》的改編漫畫在同年4月1日（2014年5月號）開始於《月刊Hero's》連載，由在電視劇中擔任總導演的犬童一心企劃監修，作畫。另外BANDAI亦從同年4月起在日本全國的遊戲機中心推出以《水手服殭屍》為主題的街機遊戲，玩家可在大島優子、渡邊麻友、柏木由紀、川榮李奈、入山杏奈、小嶋真子和西野未姬7名AKB48成員當中選擇一名當自己的拍檔，去對付變成了殭屍的其他成員和巨大殭屍。

## 角色表

### 主要人物
- 舞子：大和田南那（AKB48）
- 秋月百花：川榮李奈（AKB48）
- 小山田睦美：高橋朱里（AKB48）

### 藤美女子高中
（括號內是該角色死亡集數和原因，下同）
學生
- （Arina）：小池里奈（第3集被襲擊變為喪屍，第5集還原為人類隨後失蹤，被喪屍所食）
- 中嶋：相葉香凛（第1集失蹤，被喪屍所食）
- （Mao）：前田聖來（第9集，被喪屍所食）
- （Iori）：飯田祐真（第8集，被射殺）
- 田淵：風見梨佳（第8集，被射殺）
- 玲子：藤原令子（第2集失蹤，被喪屍所食）
- 洋子：中村綾乃（第2集失蹤，被喪屍所食）
- 加藤：柚Rishi菓（日语：柚りし菓）（第7集，被襲擊變為喪屍）
- 佐佐木：高田夏帆（第7集，被襲擊變為喪屍）
- 大森：星野綾那（第7集，被襲擊變為喪屍）
- 東：渡邊有美（第7集，被襲擊變為喪屍）

教職員
- 寺川小雪：石橋桂（日语：石橋けい）（第12集，被襲擊變為喪屍）
- 鍋島大助：永岡卓也（日语：永岡卓也）（第7集，被喪屍所食）
- 教頭：相島一之（日语：相島一之）（第7集，被喪屍所食）

避難家庭
- 龜岡剛：黑田大輔（日语：黒田大輔） （第12集，元氣及勇氣提及後來不幸喪生）
- 龜岡元氣：市川大樹
- 龜岡勇氣：若林瑠海

### 牛奶行星
- （Mayu）：渡邊麻友（AKB48）
- （Yui）：橫山由依（AKB48）
- （Karen）：岩田華怜（AKB48）

僅在舞子的潛意識中出現，在第12集提到三人早已死亡。

### 藤美醫院
- ：秋月三佳（日语：秋月三佳）（第11集，被喪屍所食）
- ：岡村泉（第8集被提到受喪屍襲擊）

### 其它
- DJ Marlon：Bro.TOM（日语：Bro.TOM）（第12集，被襲擊變為喪屍）
- 自衛隊少女：吉田亞子（第11集，被喪屍所食）

### 客串
第1集
- 藤美女子高中教室裡張貼的偶像海報中的人物：伊豆田莉奈（AKB48）

第2集
- 巨大殭屍：向井地美音（AKB48）

第3集
- 北見惠里（殭屍家庭的大女兒，5歲）：竹中涼乃
- 北見真帆（殭屍家庭的二女兒，4歲）：渡邊杏實
- 北見美緒（殭屍家庭的三女兒，3歲）：實方由茉
- 北見賢吾（殭屍家庭的父親）：岩田和浩
- 北見沙百合（殭屍家庭的母親）：中村真弓（日语：中村まゆみ）

第4集
- （舞子暗戀的人）：中山龍也（假裝喪屍存活，後被襲擊轉化為喪屍，最終被射殺）
- 佐藤（的朋友，喪屍）：和田崇太郎
- 住田（的朋友，喪屍）：柴田龍一郎

第7集
- 未姬（教頭的女兒，少女喪屍）：西野未姬（AKB48）

第8集
- 一軒家的屋主：螢雪次朗（日语：螢雪次朗）（自殺）

第9集
- 裕二（的父親，喪屍）：吉永秀平（日语：吉永秀平）
- 舞子的朋友：大島涼花（AKB48）
- 舞子的朋友：福岡聖菜（AKB48）

第10集
- 太一（舞子夢中出現的人類，現實中是喪屍）：堀井新太

## 工作人員
| - 企劃、總導演：犬童一心 - 監修：秋元康 - 原案：Fields（フィールズ） - 編劇：渡部亮平、犬童一心 - 音樂：Gary芦屋 - 導演：渡部亮平、今泉力哉、古川豪 - 主題曲：Milk Planet《水手服殭屍》 （作詞：秋元康，作曲：井上義正） - 副導演：古川豪 - 攝影：高橋義仁、岩永洋 - 照明：佐藤宗史 - 錄音：根本飛鳥 - 編集：山田佑介 - VFX、特殊化妝：岡野正廣 - 美術：金勝浩一 - 記錄：古谷圓（古谷まどか） - 選曲：御園雅也 | - 插圖：本田真一（ホンダシンイチ） - 動畫：荒船泰廣 - 特技：出口正義 - 操演：鳴海聰 - 爆破效果：淺生正弘（浅生マサヒロ） - 編舞：西田一生 - MV導演：中村太洸 - MV製作：大美賀利征、三池智之 - 音樂製作：Manual of Errors Artists - 音樂合作：TV Tokyo Music、日音 - 製片人：祖父江里奈、西口典子 - 副製片人：江川智 - 內容製作：大和健太郎、 - 特別合作：Y&N Brothers - 製作：東京電視台、C&I Entertainment - 小說：「水手服殭屍」製作委員會 |  |

## 集數列表
電視劇
| 集數 | 播放日期 （2014年） | 標題         | 導演            |
| ---- | ------------------- | ------------ | --------------- |
| 1    | 4月19日             | 轉校生（転校生）   | 渡部亮平        |
| 2    | 4月26日             | 驚訝（仰天）     | 渡部亮平        |
| 3    | 5月3日              | 母性（母性）     | 渡部亮平        |
| 4    | 5月10日             | 戀慕之情（恋心） | 今泉力哉        |
| 5    | 5月17日             | 甦醒（蘇生）     | 今泉力哉        |
| 6    | 5月23日             | 問罪（糾弾）     | 今泉力哉        |
| 7    | 6月6日              | 真相（真実）     | 古川豪          |
| 8    | 6月13日             | 永别（永訣）     | 今泉力哉        |
| 9    | 6月20日             | 追憶（追憶）     | 古川豪          |
| 10   | 6月27日             | 無情（無慈悲）     | 古川豪          |
| 11   | 7月11日             | 青春時代（青春時代） | 古川豪          |
| 12   | 7月18日             | 新世界（新世界）   | 渡部亮平 古川豪 |

播放電視台與播出時間
| 播放區域   | 播放電視台   | 系列               | 播出日期                 | 播出時間           | 備註         |
| ---------- | ------------ | ------------------ | ------------------------ | ------------------ | ------------ |
| 關東廣域圏 | 東京電視台   | 東京電視網         | 2014年04月19日－07月18日 | 每週六 00:52-01:23 | 製作公司     |
| 北海道     | TV北海道     | 東京電視網         | 2014年04月19日－07月18日 | 每週六 00:52-01:23 | 同時播出     |
| 大阪府     | 大阪電視台   | 東京電視網         | 2014年04月19日－07月18日 | 每週六 00:52-01:23 | 同時播出     |
| 福岡縣     | TVQ九州放送  | 東京電視網         | 2014年04月19日－07月18日 | 每週六 00:52-01:23 | 同時播出     |
| 奈良縣     | 奈良電視台   | 全國獨立放送協議會 | 2014年04月29日－07月29日 | 每週二 01:00-01:30 | 延遲10日播出 |
| 和歌山縣   | 和歌山電視台 | 全國獨立放送協議會 | 2014年05月09日－08月08日 | 每週五 00:35-01:05 | 延遲20日播出 |

## 漫畫
| 集數    | 標題                      |
| ------- | ------------------------- |
| track 1 | A Girl in the Zombie Land |
| track 2 | YOU and ME and ZOMBIE     |
| track 3 | The Song of Zombie        |

## 外部連結
- 官方網站（日語）
  - 東京電視台官方網站 （页面存档备份，存于）（日語）
  - 月刊Hero's官方網站 （页面存档备份，存于）（日語）
  - 街機遊戲官方網站 （页面存档备份，存于）（日語）
- 水手服殭屍的X（前Twitter）（日語）